# アーカンソー州の都市圏の一覧

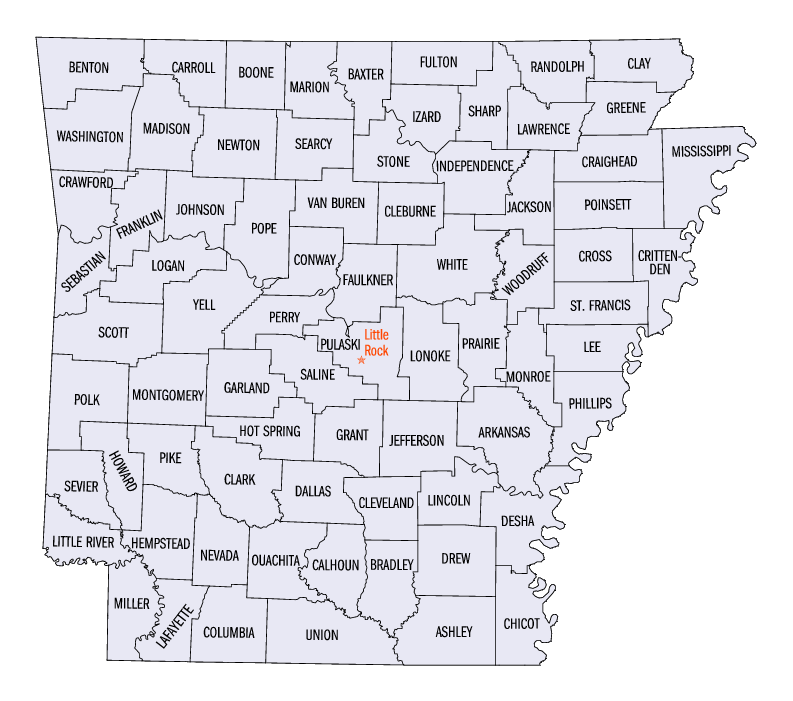
アーカンソー州の75郡を示す地図

本項目はアーカンソー州の都市圏の一覧（アーカンソーしゅうのとしけんのいちらん）である。
アメリカ合衆国国勢調査局は、アーカンソー州に合同統計地域（CSA/広域都市圏）4ヶ所、大都市統計地域（MSA/都市圏）7ヶ所、および小都市統計地域（μSA/小都市圏）14ヶ所を定義している。下表には、左列より以下の情報を示す。
- 合同統計地域（定義されている場合）の名称
- 合同統計地域の人口
- コアベース統計地域（大都市統計地域および小都市統計地域）の名称
- コアベース統計地域の人口
- 各統計地域に含まれる郡の名称
- 各統計地域に含まれる郡の人口

なお、下表においては、アーカンソー州と他州にまたがる合同統計地域およびコアベース統計地域については、名称と統計地域の総人口を青緑色で、アーカンソー州内の人口を黒色でそれぞれ示す。また、他州のコアベース統計地域および郡については、その名称と人口を緑色でそれぞれ示す。
下表における人口の数値はすべて2020年に行われた国勢調査時のものである。また、合同統計地域、コアベース統計地域（大都市統計地域・小都市統計地域）のいずれも、2023年7月21日時点での定義に従う。
| 合同統計地域                                             | 人口             | コアベース統計地域                                   | 人口             | 郡                       | 人口    |
| -------------------------------------------------------- | ---------------- | ---------------------------------------------------- | ---------------- | ------------------------ | ------- |
| リトルロック・ノースリトルロック広域都市圏               | 899,663          | リトルロック・ノースリトルロック・コンウェイ都市圏   | 748,031          | プラスキ郡               | 399,125 |
| リトルロック・ノースリトルロック広域都市圏               | 899,663          | リトルロック・ノースリトルロック・コンウェイ都市圏   | 748,031          | フォークナー郡           | 123,498 |
| リトルロック・ノースリトルロック広域都市圏               | 899,663          | リトルロック・ノースリトルロック・コンウェイ都市圏   | 748,031          | セイリーン郡             | 123,416 |
| リトルロック・ノースリトルロック広域都市圏               | 899,663          | リトルロック・ノースリトルロック・コンウェイ都市圏   | 748,031          | ロノーク郡               | 74,015  |
| リトルロック・ノースリトルロック広域都市圏               | 899,663          | リトルロック・ノースリトルロック・コンウェイ都市圏   | 748,031          | グラント郡               | 17,958  |
| リトルロック・ノースリトルロック広域都市圏               | 899,663          | リトルロック・ノースリトルロック・コンウェイ都市圏   | 748,031          | ペリー郡                 | 10,019  |
| リトルロック・ノースリトルロック広域都市圏               | 899,663          | サーシー小都市圏                                     | 76,822           | ホワイト郡               | 76,822  |
| リトルロック・ノースリトルロック広域都市圏               | 899,663          | パインブラフ小都市圏                                 | 74,810           | ジェファーソン郡         | 67,260  |
| リトルロック・ノースリトルロック広域都市圏               | 899,663          | パインブラフ小都市圏                                 | 74,810           | クリーブランド郡         | 7,550   |
|                                                          |                  | フェイエットビル・スプリングデール・ロジャース都市圏 | 546,725          | ベントン郡               | 284,333 |
| ワシントン郡                                             | 245,871          | フェイエットビル・スプリングデール・ロジャース都市圏 | 546,725          |                          |         |
| マディソン郡                                             | 16,521           | フェイエットビル・スプリングデール・ロジャース都市圏 | 546,725          |                          |         |
|                                                          |                  | フォートスミス都市圏                                 | 227,213 187,932  | セバスチャン郡           | 127,799 |
| クロフォード郡                                           | 60,133           | フォートスミス都市圏                                 | 227,213 187,932  |                          |         |
| オクラホマ州セコイア郡                                   | 39,281           | フォートスミス都市圏                                 | 227,213 187,932  |                          |         |
| ジョーンズボロ・パラグールド広域都市圏                   | 179,932          | ジョーンズボロ都市圏                                 | 134,196          | クレイグヘッド郡         | 111,231 |
| ジョーンズボロ・パラグールド広域都市圏                   | 179,932          | ジョーンズボロ都市圏                                 | 134,196          | ポインセット郡           | 22,965  |
| ジョーンズボロ・パラグールド広域都市圏                   | 179,932          | パラグールド小都市圏                                 | 45,736           | グリーン郡               | 45,736  |
| ホットスプリングス・マルバーン広域都市圏                 | 133,220          | ホットスプリングス都市圏                             | 100,180          | ガーランド郡             | 100,180 |
| ホットスプリングス・マルバーン広域都市圏                 | 133,220          | マルバーン小都市圏                                   | 33,040           | ホットスプリング郡       | 33,040  |
|                                                          |                  | ラッセルビル小都市圏                                 | 83,644           | ポープ郡                 | 63,381  |
| イェール郡                                               | 20,263           | ラッセルビル小都市圏                                 | 83,644           |                          |         |
| メンフィス・クラークスデール・フォレストシティ広域都市圏 | 1,389,905 71,253 | メンフィス都市圏                                     | 1,345,425 48,163 | テネシー州シェルビー郡   | 929,744 |
| メンフィス・クラークスデール・フォレストシティ広域都市圏 | 1,389,905 71,253 | メンフィス都市圏                                     | 1,345,425 48,163 | ミシシッピ州デソト郡     | 185,314 |
| メンフィス・クラークスデール・フォレストシティ広域都市圏 | 1,389,905 71,253 | メンフィス都市圏                                     | 1,345,425 48,163 | テネシー州ティプトン郡   | 60,970  |
| メンフィス・クラークスデール・フォレストシティ広域都市圏 | 1,389,905 71,253 | メンフィス都市圏                                     | 1,345,425 48,163 | クリッテンデン郡         | 48,163  |
| メンフィス・クラークスデール・フォレストシティ広域都市圏 | 1,389,905 71,253 | メンフィス都市圏                                     | 1,345,425 48,163 | テネシー州ファイエット郡 | 41,990  |
| メンフィス・クラークスデール・フォレストシティ広域都市圏 | 1,389,905 71,253 | メンフィス都市圏                                     | 1,345,425 48,163 | ミシシッピ州マーシャル郡 | 33,752  |
| メンフィス・クラークスデール・フォレストシティ広域都市圏 | 1,389,905 71,253 | メンフィス都市圏                                     | 1,345,425 48,163 | ミシシッピ州テイト郡     | 28,064  |
| メンフィス・クラークスデール・フォレストシティ広域都市圏 | 1,389,905 71,253 | メンフィス都市圏                                     | 1,345,425 48,163 | ミシシッピ州トゥニカ郡   | 9,782   |
| メンフィス・クラークスデール・フォレストシティ広域都市圏 | 1,389,905 71,253 | メンフィス都市圏                                     | 1,345,425 48,163 | ミシシッピ州ベントン郡   | 7,646   |
| メンフィス・クラークスデール・フォレストシティ広域都市圏 | 1,389,905 71,253 | フォレストシティ小都市圏                             | 23,090           | セントフランシス郡       | 23,090  |
| メンフィス・クラークスデール・フォレストシティ広域都市圏 | 1,389,905 71,253 | クラークスデール小都市圏                             | 21,390           | ミシシッピ州コアホマ郡   | 21,390  |
|                                                          |                  | テキサーカナ都市圏                                   | 147,519 54,626   | テキサス州ボウイ郡       | 92,893  |
| ミラー郡                                                 | 42,600           | テキサーカナ都市圏                                   | 147,519 54,626   |                          |         |
| リトルリバー郡                                           | 12,026           | テキサーカナ都市圏                                   | 147,519 54,626   |                          |         |
|                                                          |                  | ハリソン小都市圏                                     | 44,598           | ブーン郡                 | 37,373  |
| ニュートン郡                                             | 7,225            | ハリソン小都市圏                                     | 44,598           |                          |         |
|                                                          |                  | マウンテンホーム小都市圏                             | 41,627           | バクスター郡             | 41,627  |
|                                                          |                  | ブライスビル小都市圏                                 | 40,685           | ミシシッピ郡             | 40,685  |
|                                                          |                  | エルドラド小都市圏                                   | 39,054           | ユニオン郡               | 39,054  |
|                                                          |                  | ベイツビル小都市圏                                   | 37,938           | インディペンデンス郡     | 37,938  |
|                                                          |                  | カムデン小都市圏                                     | 27,389           | ワシタ郡                 | 22,650  |
| カルフーン郡                                             | 4,739            | カムデン小都市圏                                     | 27,389           |                          |         |
|                                                          |                  | マグノリア小都市圏                                   | 22,801           | コロンビア郡             | 22,801  |
|                                                          |                  | アーカデルフィア小都市圏                             | 21,446           | クラーク郡               | 21,446  |
| （設定無し）                                             | （設定無し）     | （設定無し）                                         | （設定無し）     | キャロル郡               | 28,260  |
| （設定無し）                                             | （設定無し）     | （設定無し）                                         | （設定無し）     | ジョンソン郡             | 25,749  |
| （設定無し）                                             | （設定無し）     | （設定無し）                                         | （設定無し）     | クリバーン郡             | 24,711  |
| （設定無し）                                             | （設定無し）     | （設定無し）                                         | （設定無し）     | ローガン郡               | 21,131  |
| （設定無し）                                             | （設定無し）     | （設定無し）                                         | （設定無し）     | コンウェイ郡             | 20,715  |
| （設定無し）                                             | （設定無し）     | （設定無し）                                         | （設定無し）     | ヘンプステッド郡         | 20,065  |
| （設定無し）                                             | （設定無し）     | （設定無し）                                         | （設定無し）     | ポーク郡                 | 19,221  |
| （設定無し）                                             | （設定無し）     | （設定無し）                                         | （設定無し）     | アシュリー郡             | 19,062  |
| （設定無し）                                             | （設定無し）     | （設定無し）                                         | （設定無し）     | ランドルフ郡             | 18,571  |
| （設定無し）                                             | （設定無し）     | （設定無し）                                         | （設定無し）     | ドリュー郡               | 17,350  |
| （設定無し）                                             | （設定無し）     | （設定無し）                                         | （設定無し）     | シャープ郡               | 17,271  |
| （設定無し）                                             | （設定無し）     | （設定無し）                                         | （設定無し）     | アーカンソー郡           | 17,149  |
| （設定無し）                                             | （設定無し）     | （設定無し）                                         | （設定無し）     | フランクリン郡           | 17,097  |
| （設定無し）                                             | （設定無し）     | （設定無し）                                         | （設定無し）     | クロス郡                 | 16,833  |
| （設定無し）                                             | （設定無し）     | （設定無し）                                         | （設定無し）     | マリオン郡               | 16,826  |
| （設定無し）                                             | （設定無し）     | （設定無し）                                         | （設定無し）     | ジャクソン郡             | 16,755  |
| （設定無し）                                             | （設定無し）     | （設定無し）                                         | （設定無し）     | フィリップス郡           | 16,568  |
| （設定無し）                                             | （設定無し）     | （設定無し）                                         | （設定無し）     | ローレンス郡             | 16,216  |
| （設定無し）                                             | （設定無し）     | （設定無し）                                         | （設定無し）     | セビア郡                 | 15,839  |
| （設定無し）                                             | （設定無し）     | （設定無し）                                         | （設定無し）     | ヴァンビューレン郡       | 15,796  |
| （設定無し）                                             | （設定無し）     | （設定無し）                                         | （設定無し）     | クレイ郡                 | 14,552  |
| （設定無し）                                             | （設定無し）     | （設定無し）                                         | （設定無し）     | イザード郡               | 13,577  |
| （設定無し）                                             | （設定無し）     | （設定無し）                                         | （設定無し）     | リンカーン郡             | 12,941  |
| （設定無し）                                             | （設定無し）     | （設定無し）                                         | （設定無し）     | ハワード郡               | 12,785  |
| （設定無し）                                             | （設定無し）     | （設定無し）                                         | （設定無し）     | ストーン郡               | 12,359  |
| （設定無し）                                             | （設定無し）     | （設定無し）                                         | （設定無し）     | フルトン郡               | 12,075  |
| （設定無し）                                             | （設定無し）     | （設定無し）                                         | （設定無し）     | デシェイ郡               | 11,395  |
| （設定無し）                                             | （設定無し）     | （設定無し）                                         | （設定無し）     | ブラドリー郡             | 10,545  |
| （設定無し）                                             | （設定無し）     | （設定無し）                                         | （設定無し）     | チコット郡               | 10,208  |
| （設定無し）                                             | （設定無し）     | （設定無し）                                         | （設定無し）     | パイク郡                 | 10,171  |
| （設定無し）                                             | （設定無し）     | （設定無し）                                         | （設定無し）     | スコット郡               | 9,836   |
| （設定無し）                                             | （設定無し）     | （設定無し）                                         | （設定無し）     | リー郡                   | 8,600   |
| （設定無し）                                             | （設定無し）     | （設定無し）                                         | （設定無し）     | モンゴメリー郡           | 8,484   |
| （設定無し）                                             | （設定無し）     | （設定無し）                                         | （設定無し）     | ネバダ郡                 | 8,310   |
| （設定無し）                                             | （設定無し）     | （設定無し）                                         | （設定無し）     | プレーリー郡             | 8,282   |
| （設定無し）                                             | （設定無し）     | （設定無し）                                         | （設定無し）     | サーシー郡               | 7,828   |
| （設定無し）                                             | （設定無し）     | （設定無し）                                         | （設定無し）     | モンロー郡               | 6,799   |
| （設定無し）                                             | （設定無し）     | （設定無し）                                         | （設定無し）     | ダラス郡                 | 6,482   |
| （設定無し）                                             | （設定無し）     | （設定無し）                                         | （設定無し）     | ラファイエット郡         | 6,308   |
| （設定無し）                                             | （設定無し）     | （設定無し）                                         | （設定無し）     | ウッドラフ郡             | 6,269   |

## 註
1. ↑  QuickFacts. U.S. Census Bureau. 2020年.
2. ↑  OMB Bulletin No. 23-01, Revised Delineations of Metropolitan Statistical Areas, Micropolitan Statistical Areas, and Combined Statistical Areas, and Guidance on Uses of the Delineations of These Areas. Office of Management and Budget. 2023年7月21日.